# كارلوتا فيليشيتا
كارلوتا فيليشيتا براونشفايغ لونيبورغ (بالألمانية: Charlotte, Herzogin von Braunschweig-Lüneburg) (هانوفر، 8 مارس 1671 - مودينا، 1710) يوهان فريدرش دوق براونشفايغ لونيبورغ و بينيديكتا (1652-1730) ابنة إدوارد زيمرن . و شقيقتة الإمبراطورة أماليا فيلهلمينا زوجة يوزيف الأول إمبراطور الرومانية المقدسة .
تزوج في 11 فبراير 1696 في مودينا من رينالدو ديستي دوق مودينا و ريدجو .